# Università di Vienna
L'Università di Vienna (tedesco: Universität Wien) è un'università pubblica di Vienna. Aperta nel 1365, è una delle più antiche d'Europa. Sebbene non possa essere classificata a pieno titolo come università generalista, come da tradizione austriaca, offre più di 130 corsi di studio, ed è solitamente indicata dagli austriaci come Hauptuni.

## Storia

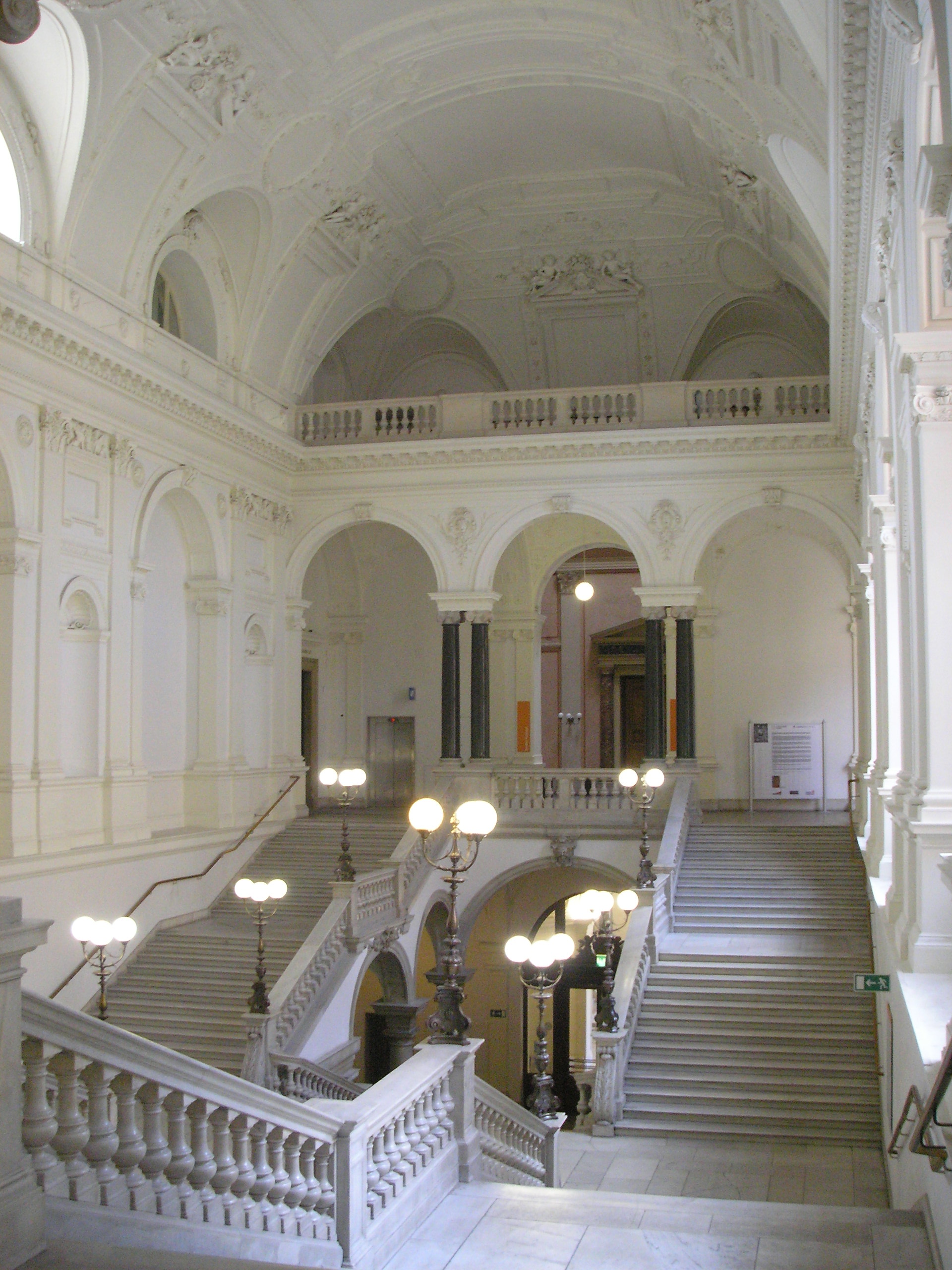
Lo scalone di ingresso (Feststiege) nell'edificio principale.

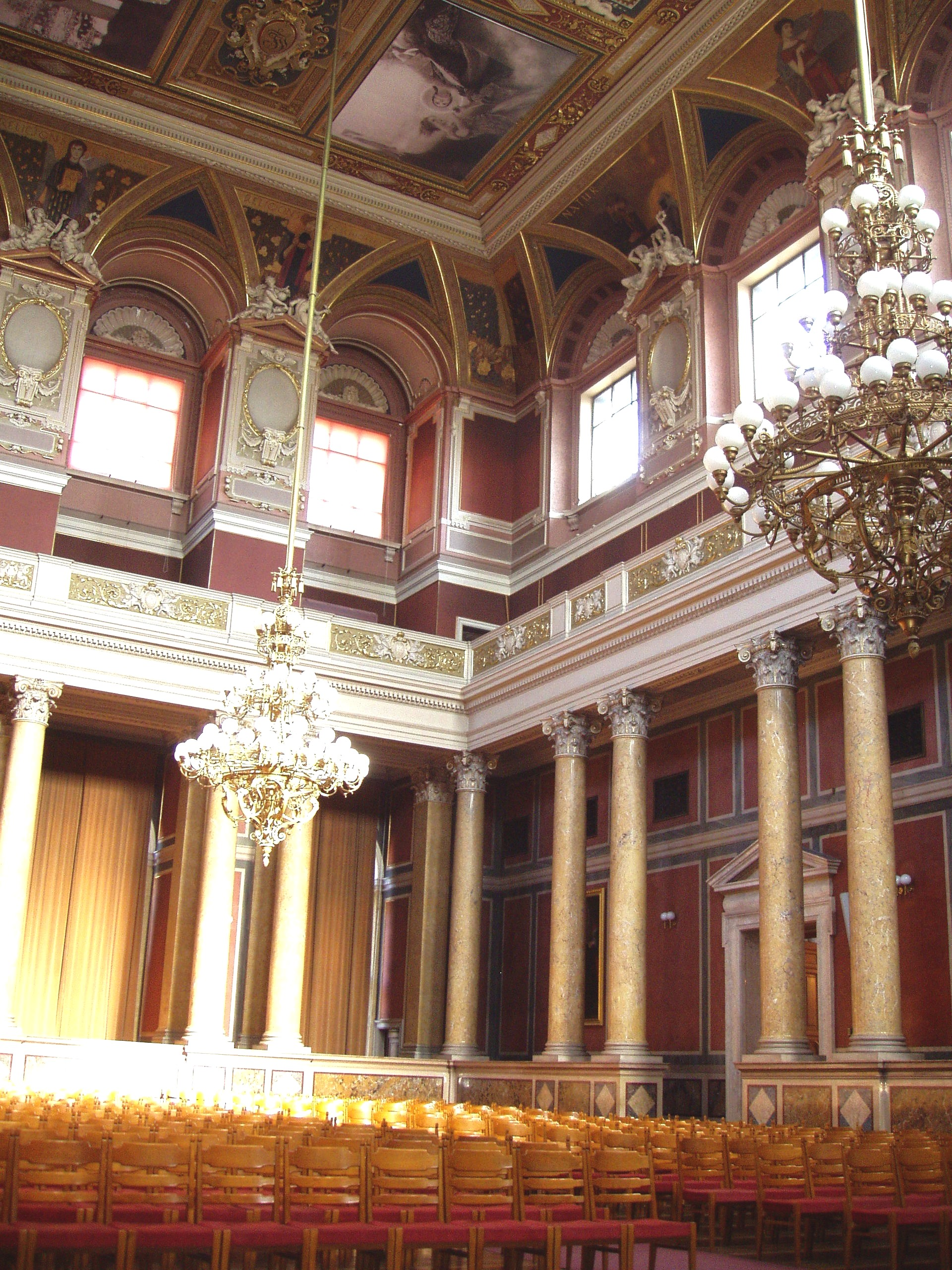
La Sala delle Cerimonie (Festsaal) nell'edificio principale.

L'Università fu fondata il 12 marzo 1365 dal Duca Rodolfo IV e dai fratelli Alberto III e Leopoldo III, da cui proviene il nome aggiuntivo di Alma Mater Rudolfina. Dopo la Università Carolina di Praga, l'Università di Vienna è la terza università più antica dell'Europa Centrale (dopo Praga e Cracovia), e la più antica tra i paesi di lingua tedesca.
Nel 1365 Rodolfo IV sancì un atto di fondazione per una università a livello di dottorato a Vienna, plasmata sul modello dell'Università di Parigi. Papa Urbano V, però, non ratificò l'atto per il dipartimento di teologia, probabilmente a causa delle pressioni esercitate in tal senso dall'Imperatore Carlo IV, che intendeva evitare qualunque competizione con l'Università di Praga. Nel 1384 l'approvazione fu finalmente ratificata dal Papa e all'Università di Vienna fu garantito lo status di università completa, includendo anche il Dipartimento di teologia. Il primo edificio dell'Università fu inaugurato nel 1385. Primo rettore fu Alberto di Sassonia.
L'edificio principale attuale sulla Ringstraße fu costruito tra il 1877 ed il 1884 da Heinrich von Ferstel. L'edificio principale precedente era localizzato vicino alla porta Stuben (Stubentor) in piazza Iganz Seipel, attualmente sito della vecchia chiesa dell'università (Universitätskirche) e dell'Accademia Austriaca delle Scienze (Österreichische Akademie der Wissenschaften).
Nel 1897 anche le donne furono ammesse ai corsi come studentesse regolari, sebbene limitatamente alla Facoltà di Filosofia. L'ammissione alle altre facoltà seguì con differenti ritardi: Medicina nel 1900, Legge nel 1919, Teologia protestante nel 1923, e alla fine Teologia cattolica nel 1946. Otto anni dopo l'ammissione delle prime studentesse, Elise Richter fu la prima donna a ricevere l'abilitazione, e divenne docente di Lingue Latine nel 1905; ella fu anche la prima donna a ricevere il titolo di "professore emerito". Non molto dopo la seconda guerra mondiale il fisico Berta Karlik fu la prima donna a ottenere una cattedra universitaria.

## Sport
L'università compete con la sua squadra denominata Emperors in tre discipline:
- basket maschile;
- basket femminile;
- football americano.